# إيميلي وارين رويبلنج
عُرفت إيميلي وارين ريوبلينج (23 سبتمبر 1843 - 28 فبراير 1903) بمساهمتها في بناء جسر بروكلين بعدما تدهورت الحالة الصحية لزوجها واشنطون رويبلنج بعد تشخيصه بمرض إنخفاض الضغط، حيث كان زوجها هو المهندس المسئول عن بناء جسر بروكلين حيث كان مهندسًا مدنيًا.

## طفولتها
وُلدت السيدة إيميلي للأبوين سيلفانوس وفيبي وارين في مدينة كولد سبرينغ في نيويورك في 23 سبتمبر لعام 1843 وكانت ثاني أصغر أخواتها البالغ عددهم إثني عشرة أخ وأخت، وظهر اهتمام إيميلي بالتعليم بتحفيز أخيها الأكبر آنذاك جوفيرنر وارين حيث كانا تجمعهما علاقة أخوة وطيدة.

## عائلة رويبلنج
في عام 1864 وفي أثناء الحرب الأهلية الأمريكية ققامت إيميلي بزيارة أخيها قائد الفيلق الخامس في مقر خدمته، وخلال تلك الزيارة أصبحت إيميلي شغوفة بواشنطون رويبلنج ابن مصمم جسر بروكلين جون رويبلنج حيث كان واشنطون أحد الجنود الخادمين في فيلق أخيها جوفيرنر.، وقاما بالزواج في 18 يناير عام 1865.
وعندما بدأ جون روبيلنج في بناء الجسر اتجه الزوجان إلي أوروبا لدراسة استخدام القيسون من أجل صب الأسمنت في إنشاء جسر بروكلين، وفي نوفمبر 1867 رُزق الزوجان بإبنيهما الوحيد وأطلقا عليه اسم جون روبيلنج الثاني.

## جسر بروكلين
وبمجرد عودتهما من الدراسة في أوروبا حدث الشئ المصيري حيث تُوفي والد زوجها بمرض التيتانوس وأصبح زوجها واشنطون هو المسؤل مباشرة عن استكمال عمليات إنشاء جسر بروكلين.، وبينما هو منغمس في أعمال الإنشاء، تطور لديه مرض تخفيف الضغط، وأثر ذلك عليه بشكل سئ للغاية حيث أصبح طريًحا للفراش، وهنا خطت إيميلي خطوتها لتُصبح أول مهندسة موقع وقادت عمليات الإنشاء حتي الانتهاء من بناء الجسر.
وحيث كانت إيميلي هي الشخص الوحيد التي تزور زوجها خلال مرضه، فكانت تقوم بنقل تعليمات زوجها إلى مساعدينه وتقديم تقرير بتطور أعمال الجسر لزوجها، وبدا لديها علم وخبرة واسعة بمجالات ميكانيكا المواد وتحليل الإجهادات وتشييد السلوك الحديدية وحساب منحنيات الضغوط والإجهادات وذلك بفضل تعليم زوجها لها.
وتُممت مجهودات إيميلي وسعيها وشغفها في دراسة الجسر عندما قام زوجها بتعيينها ككبيرة مهندسين في العمل، وخلال الأربعة عشر عامًا التالية قامت إيملي بالتفاني في العمل من أجل إنهاء إنشاء الجسر حيث كانت تأخذ واجباتها ككبيرة للمهندسين بشكل جاد حيث كانت تجعل يومًا للإشراف ويومًا للإدارة، حيث خططت هي وزوجها لإستكمال أعمال الجسر، وقامت بالتعامل مع السياسين والتنافسية بين المهندسين وكل تلك الأعمال المرتبطة بالعمل في بناء الجسر لدرجة أن الناس كانوا يحسبوها بأنها المسئولة عن تصميم الجسر.
وفي عام 1882 أصبح لقب كبير المهندسين مهددًا بسبب مرض زوجها، وفي سبيل جعله يحتفظ بلقبه قامت إيميلي بالدفاع عن زوجها أمام المهندسين والسياسين، واستجاب السياسيون لخطابات إيميلي وساعدوها لكي يحتفظ زوجها بلقبه ككبيرًا للمهندسين في إنشاء جسر بروكلين.
وتم الانتهاء من إنشاء الجسر عام 1883 تحت إشراف واشنطون رويبلنج ككبيرًا للمهندسين، وفي الافتتاح الرسمي للجسر كانت إيميلي هي أول من تعبر الجسر وكانت تحمل ديك كعلامة للنصر، وقام آبرام ستيفنز ويت رئيس الجمعية الديمقراطنية الوطنية آنذاك بتكريمها في خطابه في إتتاحية الجسر حيث قال «بأن هذا الجسر هو أثر خالد لتكريس التضحية التي قامت بها تلك المرأة وسعيها للتعلم بعدما تم منعها لفترات طويلة».
واليوم يحمل جسر بروكلين لوحة معدنية تخليدًا لذكري كل من إيميلي وزوجها ووالده جون روبيلنج.

## ما بعد الجسر
بعد إستكمال أعمال جسر بروكلين، انتقلت عائلة روبيلنج إلي نيوجيرسي حيث شاركت إيميلي في منظمات مجتمعية مثل منظمة المساعدة النسائية خلال الحرب الأمريكية الإسبانية وشاركت في وفد من الرؤساء النساء في المعرض العالمي الكولومبي ، وقامت بالسفر كثيرًا وفي عام 1896 قامت بمقابلة الملكة فيكتوريا وحضرت احتفالية تتويج نيقولا الثاني إمبراطور روسيا، وقامت بإستكمال دراستها وحصلت علي شهادة في القانون من جامعة نيويورك، وحتي موعد وفاتها في 28 فبراير 1903 قامت بقضاء تلك الفترة مع عائلتها مع البقاء علي فعالية مشاركاتها الاجتماعية.

## روابط خارجية
- إيميلي وارين رويبلنج على موقع الموسوعة البريطانية (الإنجليزية)

## اقرأ ايضًا
- Weigold،، Marilyn. (1984). Silent Builder:  Emily Warren Roebling and the Brooklyn Bridge. Associated Faculty Press. ISBN:0-8046-9349-8.
- Roebling, Emily Warren "Notes on the Warren Family" in Appendix, Page 466, "The Journal of the Reverend Silas Constant" Lippincott, Philadelphia, PA 1903
- McCullough, David. The Great Bridge: The Epic Story of the Building of the Brooklyn Bridge. Simon and Schuster, 1972.